# Klassenraad
De  klassenraad is de groep leerkrachten die aan een bepaalde klas les geeft. De term wordt vooral gebruikt in het Vlaamse secundair onderwijs. In principe wordt de klassenraad voorgezeten door de directie, maar meestal door zijn afgevaardigde: de klassenleraar of klastitularis. Deze klassenraad komt op geregelde tijdstippen samen en kan de volgende functies hebben:

## Functies
- de toelatingsklassenraad: beoordeelt of een leerling aan de toelatingsvoorwaarden voldoet voor dat leerjaar en of er eventueel afwijking dient aangevraagd te worden
  - Zo moet de toelatingsklassenraad bijvoorbeeld uitspraak doen of een leerling die wil overstappen van het Buitengewoon onderwijs, een kans maakt in de gevraagde afdeling.
- de begeleidende klassenraad: leerkrachten overleggen hoe (sommige) leerlingen best aangepakt worden. Dit is een verworvenheid sedert de invoering van het vso. Meestal vinden die enkele malen per trimester plaats; in het buitengewoon secundair onderwijs ligt de frequentie hoger (soms zelfs wekelijks). Het kan zowel gaan over het bijsturen van het leerproces als over de aanpak van storend gedrag of het ondersteunen van de leerling in een moeilijke (thuis-)situatie, de organisatie van inhaallessen, en dergelijke.
  - Welke vakdoelstellingen kwamen in de voorbije periode aan bod en wat wordt er voorzien voor de volgende weken? (vakhandelingsplan – klaswerkplan).
  - Zijn er individuele tekorten die in andere vakken mogelijk geremedieerd of ingeoefend kunnen worden? Zijn deze tekorten of verschillen op te vangen in de klas zelf door binnenklasdifferentiatie?
  - Dient de school opvoedingsondersteuning naar de ouders te brengen of omgekeerd? Zijn er hiervoor gegevens die wij kunnen uitwisselen, bijvoorbeeld interculturele uitwisseling.
  - Werd/wordt er bewust aandacht gegeven aan taalvaardigheid? Welke les uit het bronnenboek heb je gebruikt? (enkel voor taalleerkrachten) Welke woordenschat kan in andere vakken ingeoefend worden? Of welke termen zijn onvoldoende gekend?
  - Individuele leerlingbespreking: attitudes, bespreken van het individueel handelingsplan.
- de adviserende klassenraad: in geval van ernstige tuchtmaatregelen is het advies van de klassenraad vereist.
- de delibererende klassenraad: beslist op het einde van het schooljaar over de sanctie van studiën. In feite heeft de klassenraad in het secundair onderwijs dus een uitgebreide bevoegdheid en kan vervolgopleidingen afsluiten voor bepaalde leerlingen.

## Procedure
Van elke klassenraad wordt een verslag gemaakt, en tekenen de deelnemende leerkrachten voor aanwezigheid. Soms kunnen ook niet-leerkrachten een klassenraad bijwonen, meestal met adviserende bevoegdheid. Bijvoorbeeld iemand van het schoolsecretariaat als het over (problematische) afwezigheden gaat of een externe deskundige, zoals een GON-begeleider, als een van de leerlingen extra begeleiding krijgt, of een CLB-begeleider als het over studiekeuze gaat.